# Pistolet maszynowy PPSz

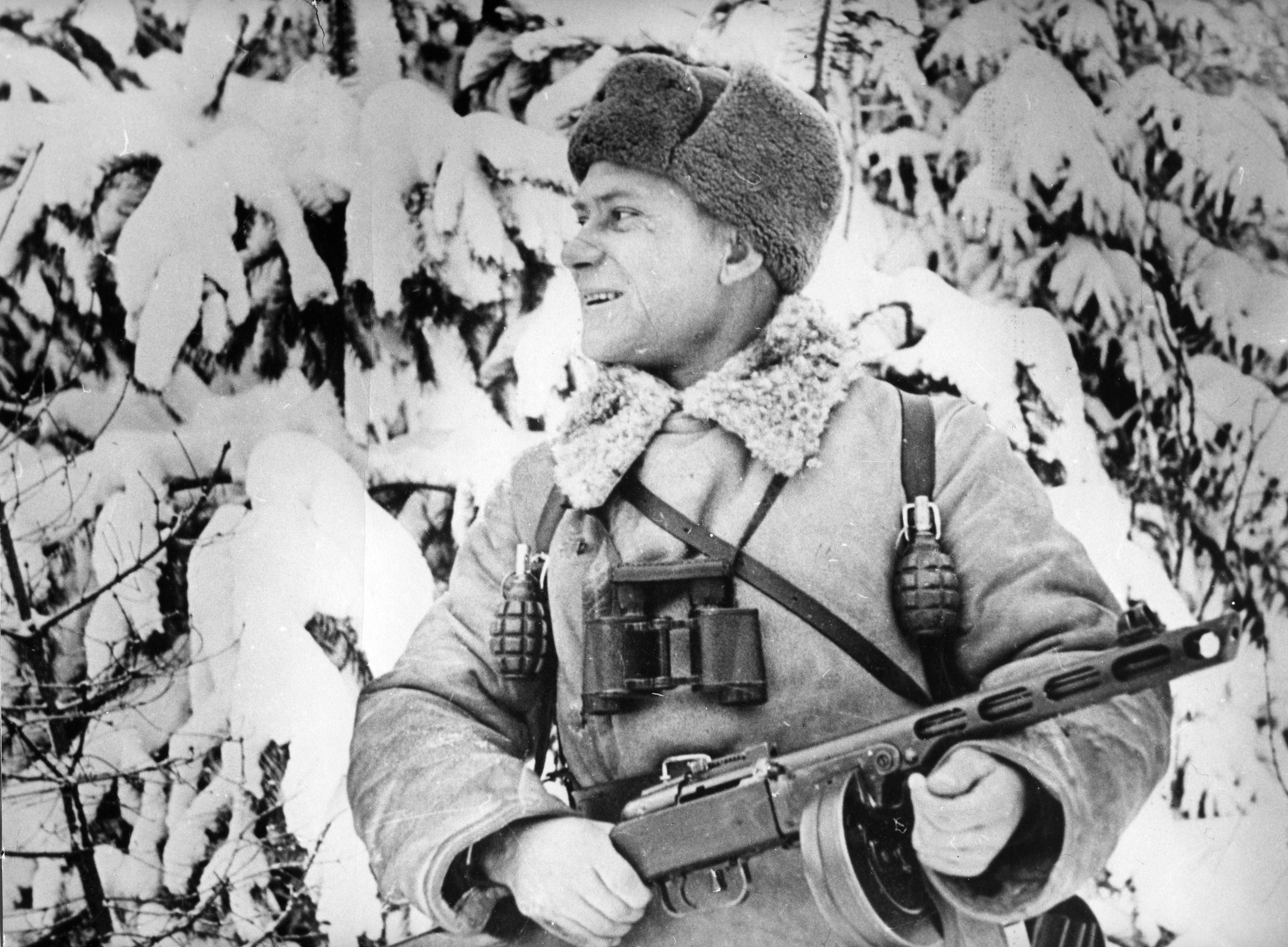
Radziecki żołnierz z pepeszą, okres II wojny światowej

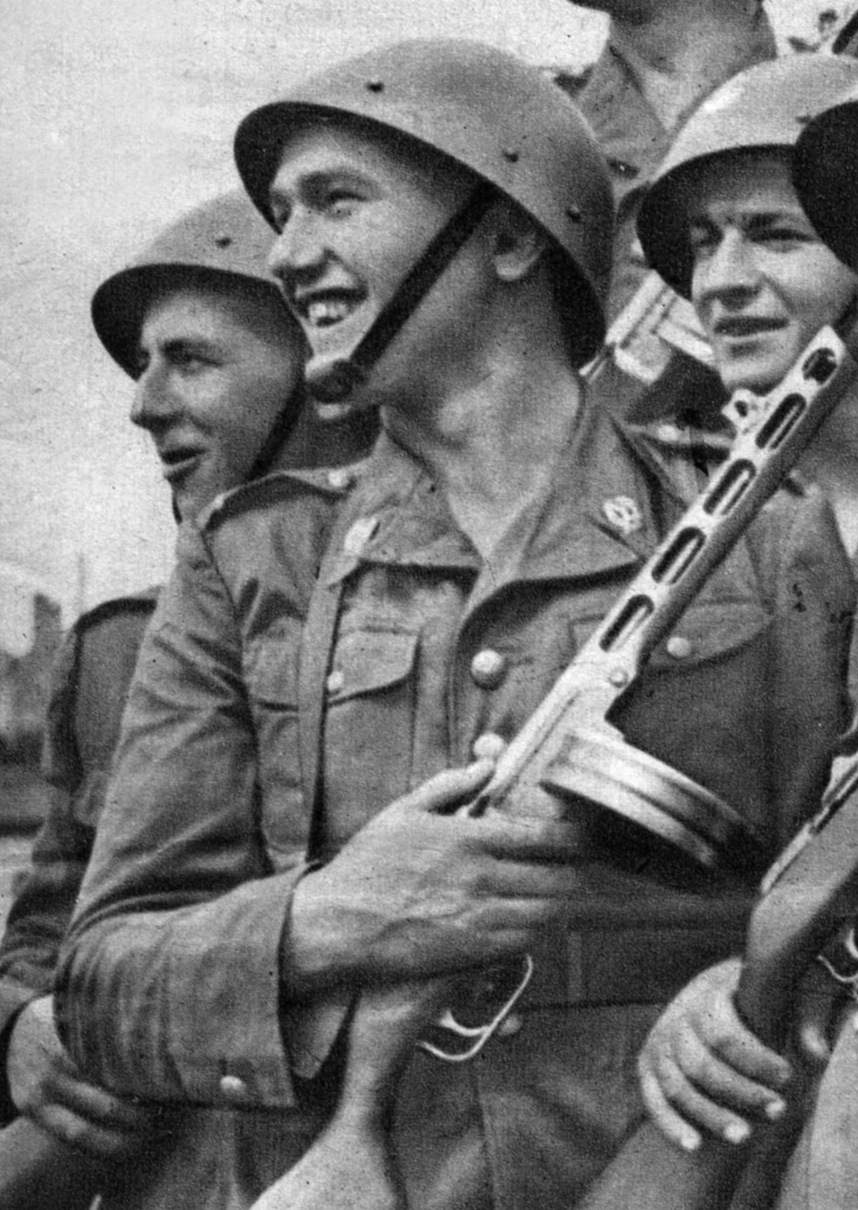
Polski żołnierz z pepeszą, 1951

PPSz-41 (ros. ППШ-41, Пистолет-пулемёт Шпагина обр. 1941 г.; pol. PPSz wz. 1941; pot. pepesza) – radziecki pistolet maszynowy skonstruowany przez Gieorgija Szpagina i wprowadzony na uzbrojenie Armii Czerwonej w 1941 roku. Podstawowy pistolet maszynowy Armii Czerwonej podczas II wojny światowej, popularnie używany również przez wiele innych armii świata. Do uzbrojenia Ludowego Wojska Polskiego wprowadzony w 1943 roku.

## Historia
Pistolet maszynowy PPSz został opracowany przez Gieorgija Szpagina na konkurs na nową broń tej klasy w celu zastąpienia zbyt skomplikowanego w produkcji pistoletu maszynowego PPD-40 Diegtariewa. Oprócz PPSz do konkursu stanął ulepszony PPD-40 i pistolet maszynowy konstrukcji Szpitalnego. Próby toczyły się w drugiej połowie 1940 roku i zakończyły zwycięstwem pistoletu PPSz, który najlepiej przeszedł próby niezawodności. 21 grudnia 1940 roku został przyjęty na uzbrojenie Armii Czerwonej pod nazwą pistolet-pulemiot Szpagina obrazca 1941 goda – „pistolet maszynowy Szpagina wzór 1941”, w skrócie PPSz-41.
PPSz był podobny do PPD-40 w układzie i wyglądzie, ale mechanizmy obu pistoletów maszynowych były różne. W porównaniu z PPD, konstrukcja PPSz była znacznie prostsza, a przede wszystkim znacznie prostsza w produkcji dzięki zastąpieniu skomplikowanych metod obróbki tłoczeniem i zgrzewaniem. Nowo powstała broń była zarazem wysoce niezawodna i odporna na trudne warunki użytkowania.

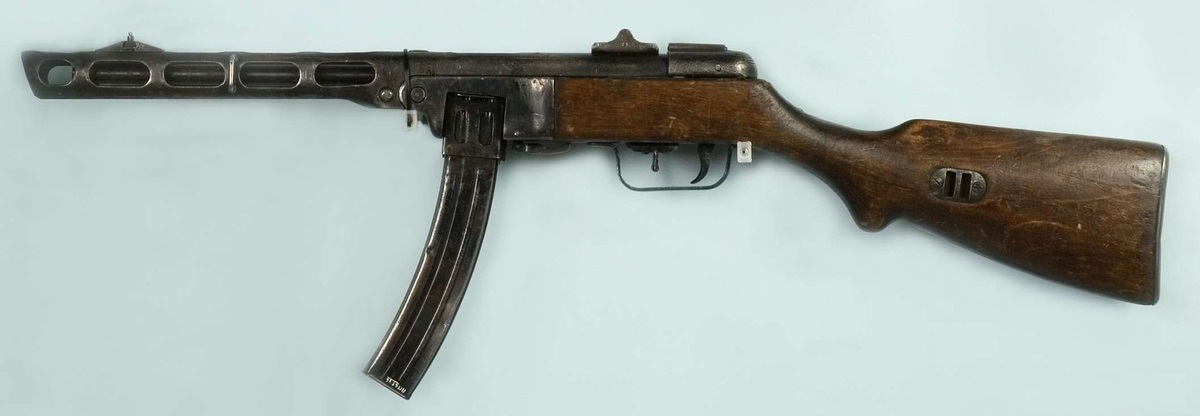
PPSz-41 z magazynkiem łukowym

Konstrukcja pistoletu nie podlegała znaczącym zmianom podczas produkcji, wprowadzano jedynie drobne ulepszenia szczegółów oraz zmiany mające na celu dalsze uproszczenie produkcji. Uproszczeniom podlegały m.in. przyrządy celownicze. Początkowo pistolet był produkowany jedynie z charakterystycznym wymiennym magazynkiem bębnowym o dużej pojemności 71 nabojów (w rzeczywistości była to kopia magazynka fińskiego pistoletu maszynowego „Suomi”). Spora masa, skomplikowana budowa i produkcja (magazynki były indywidualnie dopasowywane do konkretnych egzemplarzy pistoletu) oraz utrudnione ładowanie, spowodowały wprowadzenie (od 12 lutego 1942 roku) do produkcji alternatywnych magazynków łukowych o pojemności 35 nabojów. W styczniu 1944 roku zaprzestano w ogóle produkcji magazynków bębnowych. W 1942 powstawały najbardziej uproszczone serie pistoletów, pozbawione przełącznika rodzaju ognia i strzelające jedynie ogniem ciągłym.
Pierwsza partia PPSz została wyprodukowana w fabryce w Zagorsku w czerwcu 1941 roku, tuż przed atakiem Niemiec na ZSRR. Na skutek postępów Wehrmachtu, zakład ewakuowano na wschód do Wiatskich Polan w obwodzie kirowskim. Zakład ten – późniejszy WPMZ Mołot, pozostał głównym wytwórcą „pepesz”, a ponadto ich produkcję uruchomiono w wielu innych fabrykach. Najwięcej egzemplarzy wyprodukowały fabryki moskiewskie – ok. 3,5 miliona sztuk podczas wojny. W 1941 wyprodukowano 92 766 pistoletów PPSz, a w 1942 roku już 1 499 269 sztuk. Do końca wojny wyprodukowano ich ponad 5,5 miliona.
Wiele pistoletów PPSz podczas działań wojennych wpadło w ręce żołnierzy niemieckich, którzy chętnie używali ich w walce, zastępując nabój Tokariewa niemieckim Mauser 7,63 × 25 mm, który mając identyczne wymiary był słabszy od rosyjskiego. Wehrmacht nawet wydał oficjalną instrukcję obsługi w języku niemieckim. W końcowym okresie wojny w III Rzeszy część z nich przystosowano do strzelania amunicją 9 mm Parabellum. Pepesza w Wehrmachcie używana była pod nazwą MP (Maschinenpistole) 717 (r).

## Wersje pochodne
W 1942 roku Szpagin skonstruował jeszcze bardziej uproszczony wariant pistoletu maszynowego, PPSz-42, o mniejszej masie i składanej metalowej kolbie. Przeznaczony był na nowy konkurs na pistolet maszynowy o mniejszych gabarytach dla załóg wozów bojowych, zwiadowców i innych wyspecjalizowanych formacji. Nowa broń jednakże nie dorównywała PPSz-41 niezawodnością i w konkursie zwyciężył jeszcze prostszy w konstrukcji pistolet maszynowy Sudajewa PPS-42. Zaczął on uzupełniać „pepeszę” w wyspecjalizowanych zastosowaniach, natomiast PPSz-41 był nadal produkowany dla piechoty.
W 1944 roku Szpagin opracował karabin automatyczny na nabój pośredni wz. 43 kal. 7,62 × 39 mm, oparty na konstrukcji PPSz, lecz nie była to broń udana z powodu zastosowania zbyt silnej amunicji jak na konstrukcję broni. W 1945 roku Szpagin skonstruował wersję rozwojową pistoletu maszynowego PPSz-45, całkowicie metalową i ulepszoną, lecz nie weszła ona do produkcji, a standardową bronią piechoty Armii Radzieckiej stał się karabinek AK.
Po wojnie PPSz był produkowany także w Polsce (od czerwca 1950 roku, wyprodukowano ok. 111 tys. sztuk), w ChRL (oznaczony jako Type 50), Jugosławii (M-49), KRL-D (Model 49), Iranie (Model 22), na Węgrzech (48M). W Wietnamie Północnym powstał wzorowany na pepeszy pistolet maszynowy K50.

## Opis techniczny
Pistolet maszynowy PPSz-41 działał na zasadzie odrzutu zamka swobodnego. Zasilanie w naboje z bębnowego magazynka o pojemności 71 nabojów lub pudełkowego łukowego magazynka o pojemności 35 nabojów i łukowych o pojemności 32 nabojów, podczepianych od dołu broni. W górnej części pokrywy komory zamkowej znajdowało się okno wyrzutnika łusek. Do zabezpieczenia pistoletu przy zamku napiętym lub zwolnionym służył bezpiecznik suwakowy w rączce zamka, wsuwany w wycięcia w tylnej i przedniej części komory zamkowej. Broń miała łoże i kolbę drewnianą, szyjka kolby była wyprofilowana w chwyt pistoletowy. Mechanizm spustowy wyposażony był w przełącznik rodzaju ognia (ogień pojedynczy / ciągły), umieszczony przed spustem w kabłąku spustowym. Lufa była osłonięta perforowaną osłoną blaszaną na całej długości, z podłużnymi otworami wentylacyjnymi, przechodzącą u góry w pokrywę komory zamkowej. U wylotu lufy osłona tworzyła urządzenie wylotowe, będące hamulcem wylotowym i osłabiaczem podrzutu. Długość części gwintowanej luty wynosiła 243 mm, długość linii celowania: 365 mm.
Przyrządy celownicze: regulowany: celownik krzywkowy z nastawami od 50 do 500 m co 50 m (wczesne serie) lub celownik przerzutowy o nastawach 100 i 200 m i w związku z tym na jednym jego ramieniu jest liczba 10, a na drugim 20 (od 1942 roku). Muszka stała, w osłonie, przy końcu osłony lufy.
Do broni stosowano przybory służące do rozkładania, składania i czyszczenia pistoletu maszynowego. W ich skład wchodził składany wycior, wkrętak, wybijak, szczoteczka, klucz i olejarka dwuwylotowa z dwoma przedziałami: w jednym przedziale znajdował się płyn do czyszczenia, a w drugim smar działowy.